# 沖繩地區稅關
沖繩地區稅關（日语：／ Okinawa chiku zeikan */?）是日本的海關之一，位於沖繩縣那霸市，主管沖繩縣的海關事務。
沖繩稅關的前身是隸屬於琉球政府的琉球稅關。此外，沖繩稅關也是沖繩縣獨有的特定免稅店制度的主管機關。

## 歷史
- 1886年 - 於西表島（内離島）設立稅關出張所（由長崎稅關管轄）
- 1894年 - 設立那霸稅關出張所
- 1899年 - 那霸稅關出張所升格為那霸稅關支署
- 1943年 - 稅關官制廢止（稅關與海務局共同整併為海運局）
- 1950年 - 琉球列島美國軍政府行政法務部下設立稅關移民局
- 1951年 - 設立琉球稅關與名瀨支署
- 1953年 - 大島支署改名；同年12月因奄美群島回歸日本，該署遂遭裁撤
- 1965年 - 設立那霸稅關、泊稅關與那霸機場海關
- 1972年 - 本土復歸後設立沖繩地區稅關
- 1975年 - 設立沖繩地區稅關海洋博覽會出張所
- 1976年 - 裁撤沖繩地區稅關海洋博覽會出張所
- 1989年 - 設立那霸自由貿易地域出張所；裁撤沖繩稅關支署運天出張所
- 1994年 - 石垣出張所獲升格為支署，管轄平良出張所以及與那國監視署
- 2003年 - 裁撤沖繩地區稅關西原出張所
- 2007年 - 裁撤沖繩地區稅關牧港出張所
- 2012年 - 那霸自由貿易地域出張所改名為鏡水出張所

## 下轄支署與出張所
- 沖繩地區稅關本關
- 沖繩地區稅關（分廳舍）
  - 那霸外郵出張所
  - 鏡水出張所
- 那霸機場稅關支署
- 沖繩稅關支署
  - 平安座出張所
- 石垣稅關支署
  - 平良出張所
  - 與那國監視署

## 外部連結
- 沖縄地区税関 （页面存档备份，存于）